# Hawaii House Bill 444
House Bill 444 (también abreviado H.B. 444) fue un proyecto de ley en el 2009 que habría legalizado uniones civiles en Hawái si fuera aprobado. La ley extendería uniones civiles—que es parecido, pero no es lo mismo, al matrimonio—a los homosexuales. Muchas personas se congregaron para expresar sus sentimientos para y contra esta ley. Este «house bill» se aprobó en la Cámara de Representantes de Hawái, pero fracasó en el Senado de Hawái. Si hubiera sido aprobado, esta ley habría comenzado el 1 de enero de 2010.